# Garwolewo (gromada)
Garwolewo – dawna gromada, czyli najmniejsza jednostka podziału terytorialnego Polskiej Rzeczypospolitej Ludowej w latach 1954–1972.
Gromady, z gromadzkimi radami narodowymi (GRN) jako organami władzy najniższego stopnia na wsi, funkcjonowały od reformy reorganizującej administrację wiejską przeprowadzonej jesienią 1954 do momentu ich zniesienia z dniem 1 stycznia 1973, tym samym wypierając organizację gminną w latach 1954–1972.
Gromadę Garwolewo z siedzibą GRN w Garwolewie utworzono – jako jedną z 8759 gromad na obszarze Polski – w powiecie płońskim w woj. warszawskim, na mocy uchwały nr VI/10/14/54 WRN w Warszawie z dnia 5 października 1954. W skład jednostki weszły obszary dotychczasowych gromad Garwolewo, Gawarzec Dolny, Gawarzec Górny, Janikowo, Osiek, Raszewo, Raszewo Dworskie i Stabiecin ze zniesionej gminy Sielec w tymże powiecie. Dla gromady ustalono 17 członków gromadzkiej rady narodowej.
Gromadę zniesiono 31 grudnia 1959, a jej obszar włączono do gromady Czerwińsk nad Wisłą w tymże powiecie.